# Leon Douglas
Leon Douglas, né le 26 août 1954 à Leighton dans l'Alabama est un ancien joueur de basket-ball.

## Biographie
Sorti de l'université d'Alabama en 1976 où il compila 17,2 points et 11,5 rebonds en carrière, membre de l'équipe nationale américaine qui remporta les Jeux panaméricains en 1975, ce pivot costaud de 2,08m fut le quatrième choix de la Draft 1976 de la NBA.
Douglas jouera sept saisons en NBA entre les Pistons de Détroit et les  Kings de Kansas-City, affichant une moyenne en carrière de 7,9 points et 6,5 rebonds. Après sa carrière NBA, il rejoignit le CSP Limoges avec qui il remportera le championnat de France (15,6 points; 9,3 rebonds). Il finira sa carrière en Italie.
Leon Douglas est ensuite entraîneur de l'équipe de l'université de Tuskegee.

## Palmarès
- 1973-1974 : vainqueur de la Southeastern Conference avec Alabama
- 1974-1975 : vainqueur de la Southeastern Conference avec Alabama
- 1974-1975 : vainqueur des Jeux Pan Américain au Mexique, avec les États-Unis
- 1975-1976 : vainqueur de la Southeastern Conference avec Alabama
- 1983-1984 : champion de France de N1A avec Limoges

## Distinctions et nominations
- 1971-1972 : MVP de High School en Alabama
- 1971-1972 : Membre de la first High School All-American Team
- 1972-1973 : Membre de la All-Sec selection
- 1973-1974 : Membre de la All-Sec selection
- 1974-1975 : Membre de la All-Sec selection
- 1974-1975 : Membre de la first team All-American
- 1974-1975 : Élu SEC player de l’année
- 1975-1976 : Membre de la All-Sec selection
- 1975-1976 : Élu SEC player de l’année
- 1975-1976 : Membre de la first team All-American
- 1976 : Drafté au 1er tour (4e choix) par Detroit (NBA)
- 1995 : Membre du Hall of Fame de l’université d’Alabama